# Johannes Susen

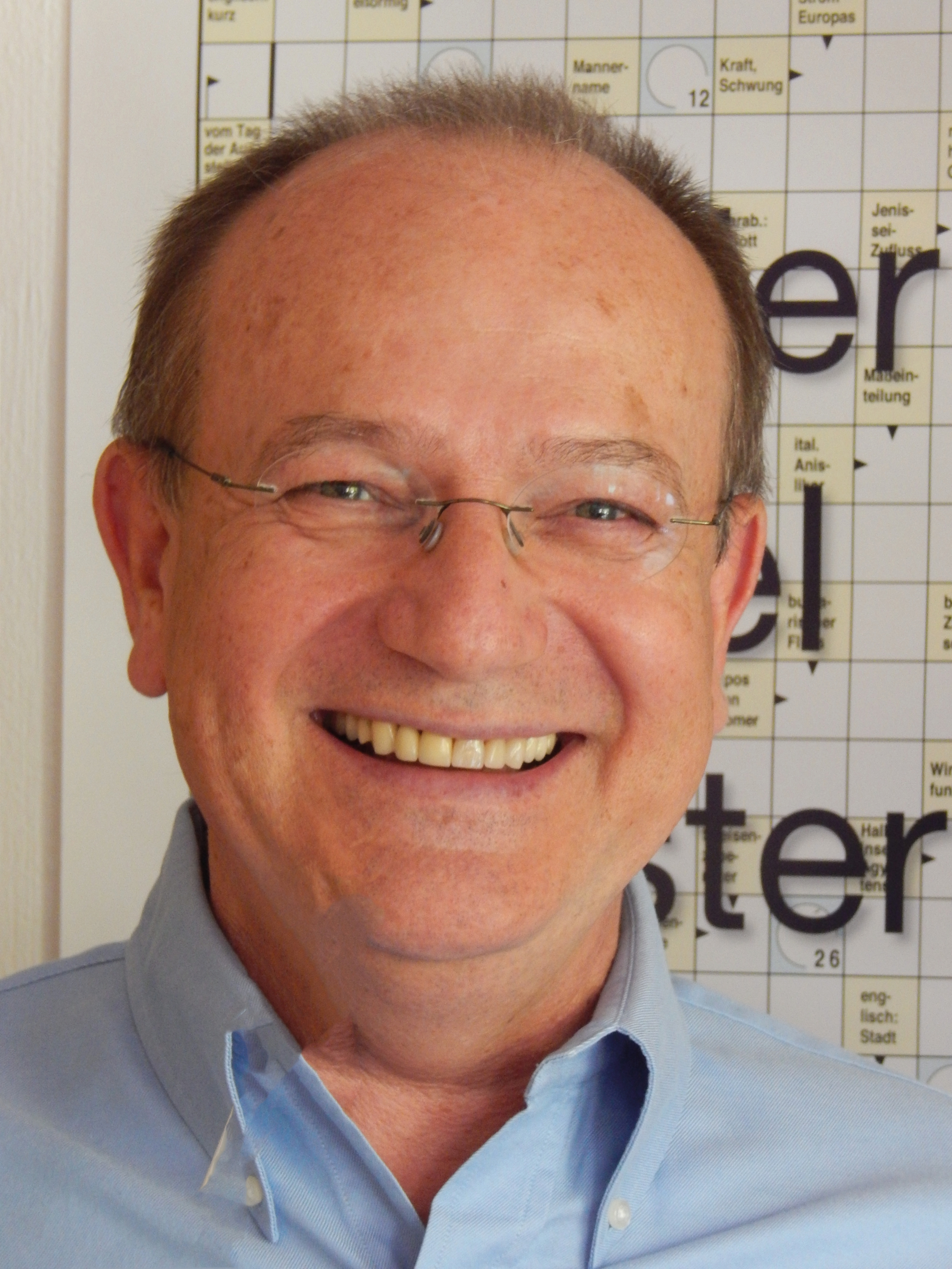
Johannes Susen (2013)

Johannes Susen (* 10. November 1950 in Brühl) ist ein deutscher Rätselautor und Redakteur an Rätselzeitschriften sowie Veranstalter und Organisator von Rätselmeisterschaften.

## Leben und Ausbildung
Nach dem Schulabschluss absolvierte Johannes Susen eine Lehre als Bankkaufmann, die er 1970 vor der Industrie- und Handelskammer Bonn erfolgreich beendete. Sein Abitur machte er 1978 am Köln-Kolleg und begann anschließend ein Studium der Volks- und Betriebswirtschaftslehre an der Universität zu Köln. 1980 wechselte er nach abgeschlossenem Grundstudium an die Philosophische Fakultät und studierte Germanistik, Geschichte und Politologie. Das Studium beendete er 1986 mit dem Magisterexamen.

1987 bis 2007 war Johannes Susen für die Rätselredaktion des damaligen Bastei Verlags in Bergisch Gladbach tätig. Seitdem leitet er die von ihm gegründete Rätselredaktion Susen in Brühl. Als Rätselautor und Redakteur betreut er Rätselmagazine verschiedener Verlage und organisiert bzw. veranstaltet Rätselmeisterschaften in Deutschland. Darüber hinaus war er als Organisator und Betreuer für Rätselweltmeisterschaften wie der World Sudoku Championship und World Puzzle Championship tätig.

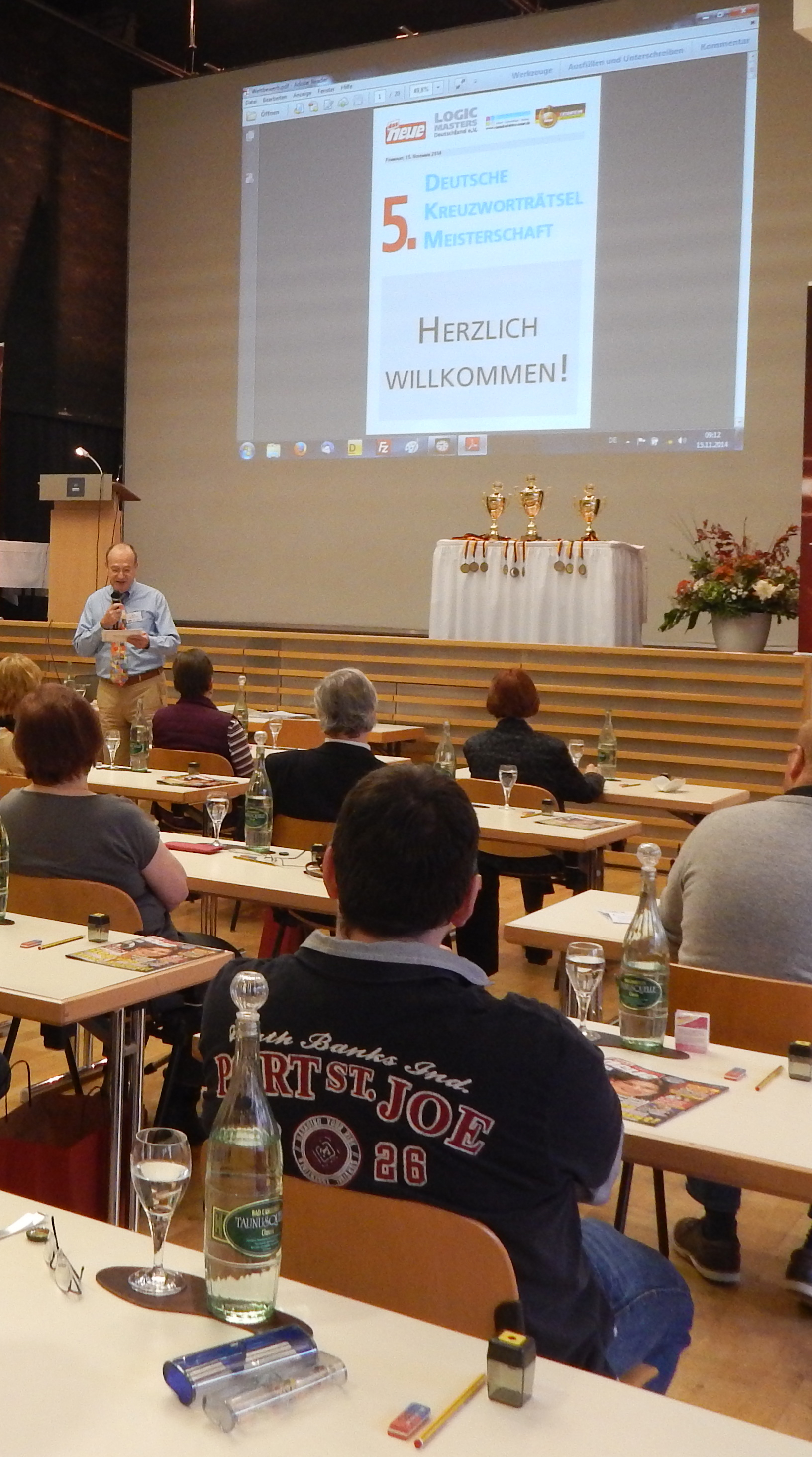
Johannes Susen begrüßt die Teilnehmenden der 5. Deutschen Kreuzworträtselmeisterschaft 2014 in Frankfurt/Main.

Johannes Susen hat zwei Kinder und lebt mit seiner Frau in Brühl bei Köln.

## Werdegang
1987 trat Johannes Susen in die Rätselredaktion des Bastei Verlags ein. 1996 übernahm er das klassische Rätselressort, 2000 den Preisrätselbereich. Die Ernennung zum Cheflektor der Rätselredaktion erfolgte 2004. Bis zur Übernahme der Rätselredaktion in 2007 durch die heutige Deutsche Rätsel Verlag GmbH (Funke Mediengruppe) war Johannes Susen Abteilungsleiter.
1992 nahm Johannes Susen als Wettbewerber an der ersten Rätselweltmeisterschaft in New York teil; in den Folgejahren gehörte er zu den Betreuern der 3. Rätselweltmeisterschaft 1994 in Köln sowie der deutschen Rätselmeisterschaften (veranstaltet ab 1994) und Sudoku-Meisterschaften (veranstaltet ab 2006).
Von 2004 bis 2016 begleitete Johannes Susen die deutschen Teilnehmer der Rätselweltmeisterschaft als Team-Captain zu internationalen Rätsel- und Sudoku-Weltmeisterschaften. 2006 gründete er mit anderen Rätselautoren und -lösern den deutschen Rätselverein Logic Masters Deutschland e.V. Der Verein ist offizielles und exklusives Mitglied für Deutschland im internationalen Rätselverband World Puzzle Federation. 2007 bis 2012 leitete er den Verein als Vorstandsvorsitzender, seitdem gehört er dem Verein als Ehrenvorsitzender an.
2010 rief Johannes Susen die Deutschen Kreuzworträtselmeisterschaften ins Leben, die er seitdem als Rätselmacher, Moderator und Mit-Organisator betreut.
Johannes Susen erstellt Rätsel vom traditionellen Kreuzworträtsel über verschiedene Spezialrätsel bis hin zu logischen Rätseln und betreut Rätselstrecken sowie -magazine für verschiedene Verlage: Deutsche Rätsel Verlag (Funke Mediengruppe), Panini, Bauer Media Group und DuMont Mediengruppe. Darüber hinaus ist er als Experte zum Thema Rätsel bei Rundfunk- und Fernsehformaten gefragt.

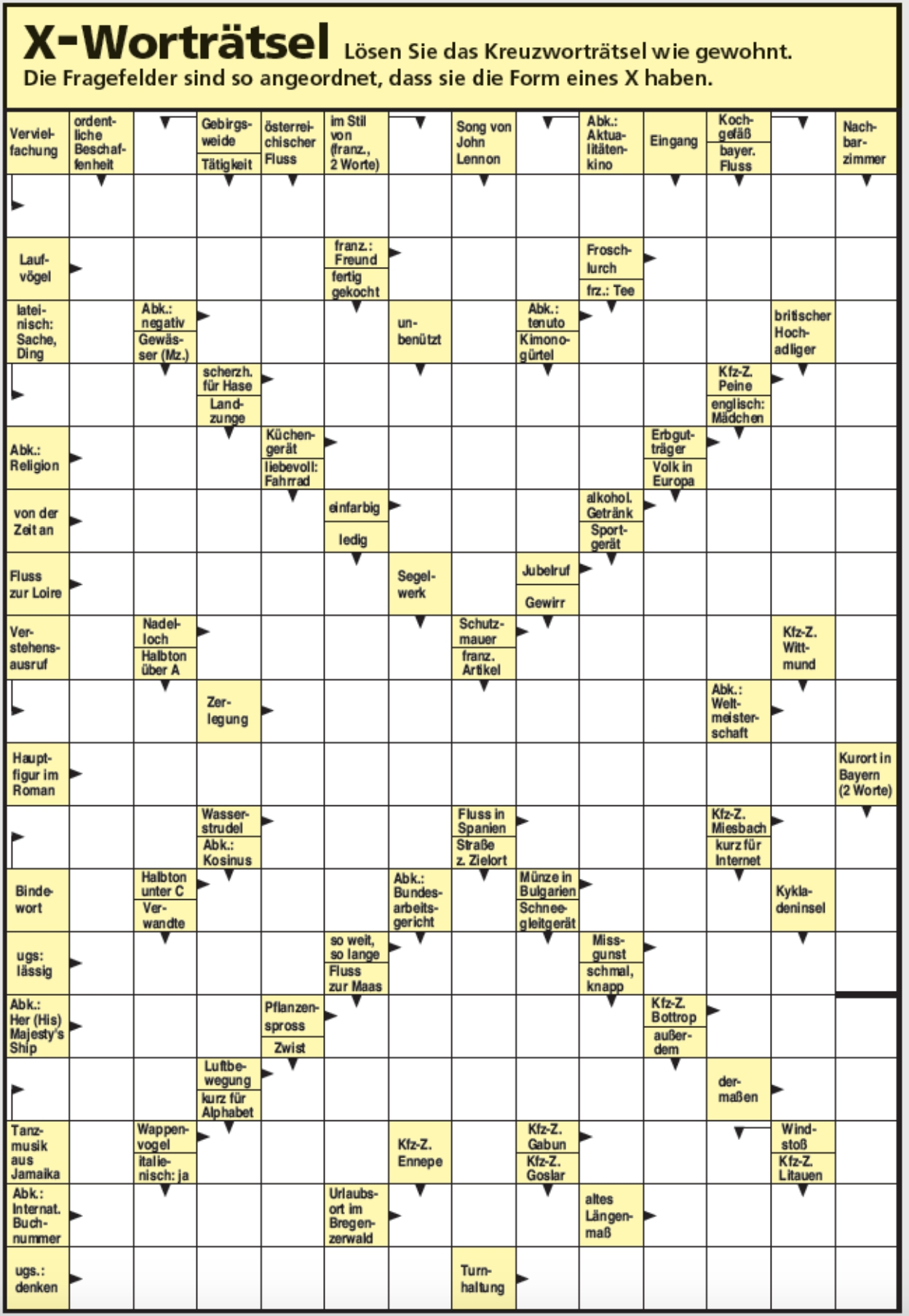
Das X-Worträtsel ist ein Schwedenrätsel mit besonders angeordneten Fragefeldern – nach brasilianischem Vorbild

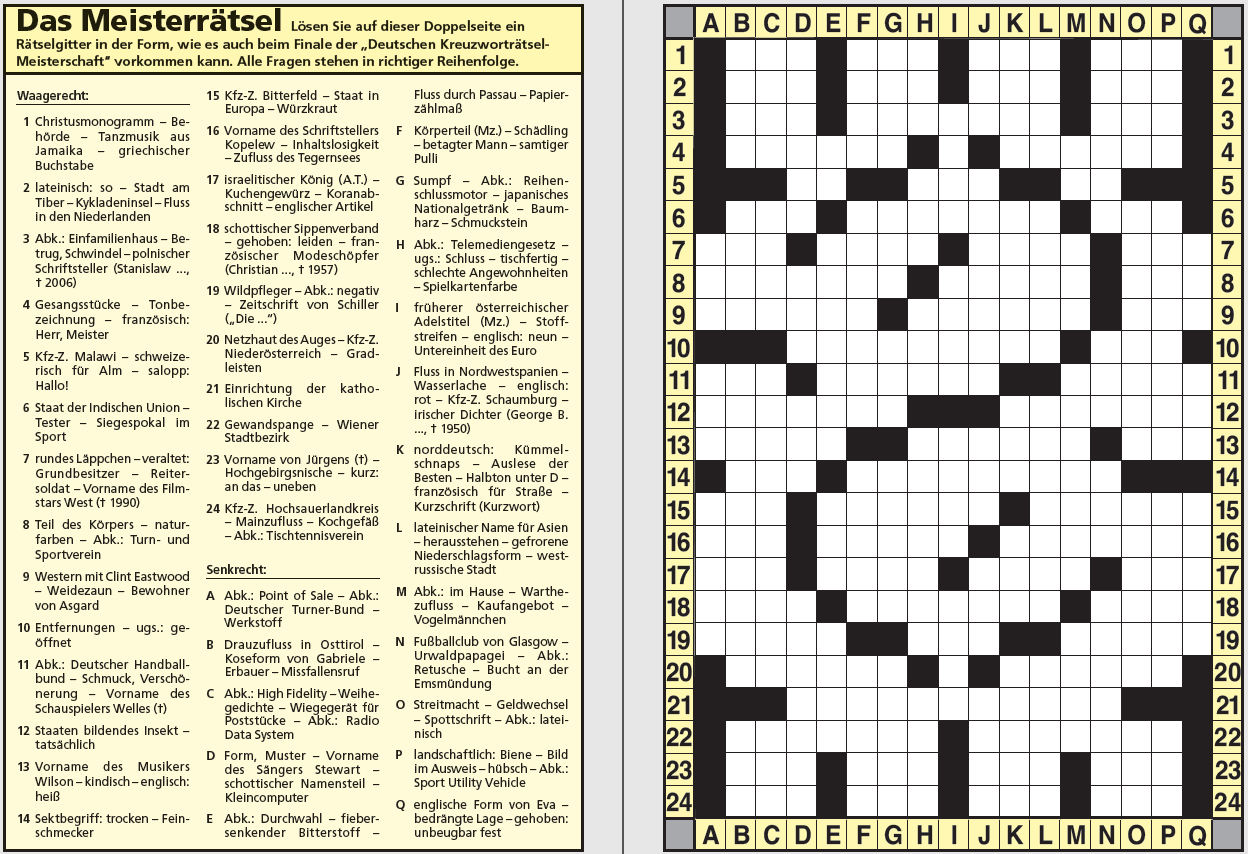
Das Muster des klassischen Kreuzworträtsel-Gitters hat hier die Form eines Fragezeichens.

## Publizistisches
Für den Kreuzworträtsel Blog sind die Rätsel von Johannes Susen „qualitativ hochwertig, anspruchsvoll und abwechslungsreich“ und tragen dadurch „zu einem deutlich höheren Rätselspaß“ bei. Zu den Rätseln gehören – neben den klassischen, unterhaltsamen Formen – unter anderem
- klassische Schwedenrätsel-Gitter mit besonderen Strukturen: X-Worträtsel, Schwedenrätsel im Quadrat, Hin-und-Her-Kreuzworträtsel
- Variationen von Sudokus, z. B. bis zu vier ineinander verschachtelte Sudokus
- logische Rätsel wie zum Beispiel Zeltlager und Logical
- Querdenker-Rätsel
- Rätsel nach historischem Vorbild, z. B. das weltweit erste Kreuzworträtsel vom 21. Dezember 1913 mit aktuellen Fragen für die 4. Deutsche Kreuzworträtsel-Meisterschaft (2013)
- Rätselgitter anderer Länder, z. B. aus Norwegen und Finnland (Schwedenrätsel-Gitter ohne Pfeile)

Für die Erstellung von Rätseln braucht man nicht nur Computer, so Johannes Susen, sondern: „Ein gutes Kreuzworträtsel benötigt den Verstand und das Herz eines Rätselmachers“. Das Lösen von Rätseln kann „man alleine, aber auch mit anderen zusammen betreiben“ und es dient unter anderem „der Bestätigung des eigenen Wissens“.

## Nachweise
1. ↑  Juliane Fritz: Johannes Susen zur 5. Deutschen Kreuzworträtsel-Meisterschaft. 23. September 2014, abgerufen am 17. Januar 2017.
2. ↑  Norbert Lossau: Schäuble spielt Sudoku auf sehr hohem Niveau. In: www.welt.de. WeltN24 GmbH, 3. Juni 2010, abgerufen am 1. September 2017.
3. ↑  Stiftung Rätseltest Nr. 24: „die aktuelle Spezial Kreuzwort-Rätsel für jeden Tag“ (Rätselredaktion Susen). 13. Mai 2015, abgerufen am 17. Januar 2017.
4. ↑  Stiftung Rätseltest Nr. 23: „BASTEI Die GROSSE Rätsel-Zeitung“ (Rätselredaktion Susen). 8. April 2015, abgerufen am 17. Januar 2017.
5. ↑  Juliane Fritz: Kreuzworträtsel erstellen – vom Profi erklärt! 4. November 2014, abgerufen am 17. Januar 2017.
6. ↑  Anja Goritzka: Rätsel erstellen mit Herzblut: Johannes Susen im Interview. 20. Februar 2017, abgerufen am 8. März 2017.

| Personendaten    | Personendaten |
| ---------------- | --- |
| NAME             | Susen, Johannes |
| KURZBESCHREIBUNG | deutscher Rätselautor und Redakteur an Rätselzeitschriften sowie Veranstalter und Organisator von deutschen und internationalen Rätselmeisterschaften |
| GEBURTSDATUM     | 10. November 1950 |
| GEBURTSORT       | Brühl |